# Kalbs Schweigen
Kalbs Schweigen ist der 2003 erschienene Erstlingsroman des deutschen Journalisten und Schriftstellers Alexander Gorkow.

## Handlung
Titelfigur von Gorkows Mediensatire ist der gut vierzigjährige Joseph Kalb, seit fünf Jahren Talkshow-Moderator mit eigener Produktionsfirma in einer namenlosen (Groß-)Stadt mit bedeutenden Produktionsstätten für TV-Unterhaltung.
Als Kalb in der 300. Ausgabe seiner Live-Talkshow plötzlich verstummt, ereilt ihn auch im Beruflichen jene Katastrophe, auf die sich sein Leben schon seit Jahren, spätestens aber seit sich seine Ehefrau Alma vier Jahre zuvor unter Mitnahme der vier Kinder von ihm trennte, hin entwickelt hat. Kalbs Verstummen gehen an jenem Herbsttag verschiedene Vorboten voraus: schwere Kopfschmerzen seit den frühesten Morgenstunden, eine spontan-irrationale Abkehr von seiner Einparkroutine auf dem Studioparkplatz, eine sterbende Taube vor dem Studio-Eingang und eine unangenehm verlaufende Unterredung mit zwei Betriebsratsmitgliedern des Senders, die Kalb noch vor Beginn der Sendung wegen der Nichtübernahme einer Volontärin durch seine Produktionsfirma zu Rede stellen wollen.
Kalb schwant für die Sendung Übles, als er sich bewusst wird, wer die Gäste seiner Talkshow sein werden: ein misslauniger Jungschriftsteller, ein alter Mann, der es durch eine politisch korrekte Heldentat zu einstweiliger Prominenz gebracht hat, die „in sozialen Dingen tätige Frau eines kürzlich gestrauchelten Ministers“ und ein Schauspieler – die beiden letzteren „von apokalyptischer Dummheit“. Tatsächlich fangen die Talkshow-Gäste schon Minuten vor deren eigentlichem Beginn miteinander zu zanken an. Die Kameras sind noch nicht auf Sendung, als die Betriebsratsmitglieder sich durch den Set an Kalb heranschleichen, um ihn mit der Mitteilung unter Druck zu setzen, die abgewiesene Volontärin habe sich soeben das Leben genommen. Die Talkshow, die Kalb unter diesen Bedingungen zu moderieren versucht, entwickelt sich durch das Gekeife der Gäste zu einer Orgie aggressiven Aneinandervorbeiredens, die in dem Verstummen des Moderators gut elf Minuten vor dem vorgesehenen Ende der Sendung kulminiert. Ein aufdringlicher Zeitungsfotograf, der sich ins Studio geschmuggelt hat, macht davon Fotos.
Damit endet der erste, „Kalb“ überschriebene und aus dessen Perspektive erzählte Teil von Gorkows Roman. Der zweite, gut doppelt so lange Teil erhält seine Überschrift vom Namen des Produzenten der Talkshow, Hambeck, der nun Perspektivträger ist.
Hambeck ist es, der sich in den folgenden gut zwei Wochen – mehr als Freund Kalbs denn als dessen Angestellter – um den verstummten Kalb kümmert. Das wird auch nötig, denn auf den Talkshow-Moderator stürzt sich nun eine entfesselte Sensationspresse, die unterstellt, Kalbs Verstummen habe mit dem Selbstmord der Praktikantin zu tun, und dieser wiederum mit gebrochenen Liebesversprechungen des Moderators gegenüber der jungen Frau. Hambeck organisiert alles, was ihm für die Wiederherstellung Kalbs und die Rettung der Talkshow als erforderlich erscheint, und dabei lässt Gorkow vor dem Leser eine Parade skurriler Figuren auftreten. Hambeck führt Kalb dessen Hausarzt, einem Neurologen und einem Psychologen zu, wehrt hyänenhafte Journalisten ab, redet mit dem konfusen Intendanten, konfrontiert den Verstummten mit dessen weltreisender Mutter und tritt schließlich gemeinsam mit ihm in einer anderen Talkshow auf, in der der verstummte Moderator weiterhin schweigt und drei Minuten vor Ende der Sendung einschläft. All diese Impulse vermögen Kalb nicht zum Reden zu bewegen, und wohl auch deshalb gerät Hambeck – eigentlich von kernigem Naturell – selbst immer mehr unter Druck, so dass er in der Schlussszene schließlich mit zittrigen Händen zuschaut, wie bei einem Familienzusammentreffen auf einem Ruinengelände am Fluss Kalbs jüngerer Sohn riskant auf einer Mauer über dem Ufer balanciert. Erst in diesem Augenblick der Gefährdung seines Kindes – und nur in der Rolle als Vater – bringt der verstummte Moderator zum ersten Mal seit über zwei Wochen ein Wort über die Lippen, als er seinem Sohn das rettende „Spring!“ zuruft.

## Aufnahme durch die Literaturkritik
Der Roman wurde von der Kritik durchgängig als Mediensatire aufgefasst. Sein Autor wies diese thematische Ausschließlichkeit in einem Interview allerdings zurück: „Kalbs Schweigen ist […] kein Medienroman, sondern ein Roman über eine Freundschaft“. Die Quantitätsverhältnisse zwischen dem „Kalb“ und dem „Hambeck“ überschriebenen Romanteil (68 zu 144 Druckseiten) verleihen dieser Selbstdeutung durchaus eine gewisse Plausibilität, doch wurde diesem Aspekt des Romans – auch angesichts von Gorkows leitender Tätigkeit für die Wochenendbeilage der Süddeutschen Zeitung (bis 2009) – seitens der Kritik wenig Aufmerksamkeit geschenkt. Gorkow nahm seiner Selbstdeutung, Kalbs Schweigen sei „kein Medienroman“, im selben Interview wenige Sätze später die Zuspitzung, indem er verallgemeinerte, „fast jeder Roman [sei] heute ein Medienroman. Auch bei Kalb sind die Medien nur die übliche Geschwätz-Tapete, vor der wir unser Leben spielen.“
Peter Richters Rezension in der Frankfurter Allgemeinen Zeitung steht repräsentativ für die insgesamt wohlwollende Aufnahme von Gorkows Roman. Richter äußert eingangs seiner ausführlichen Rezension zunächst die Befürchtung, eine Mediensatire wie die Gorkows werde ihn langweilen: Die heutigen Medien bedürften keineswegs eines weiteren Enthüllungsromans, da sie „nicht nur selbsterklärend, sondern praktischerweise auch gleich selbstempörend“ seien. Richter anerkennt abschließend an Gorkows Roman aber:
„Das Buch ist ein Gegenentwurf zu der elegischen Innerlichkeit jener neuen deutschen Erfolgsliteratur, wo ständig Tee getrunken und dann eine geraucht wird, obwohl es im wesentlichen genau dasselbe liefert: einen großen inneren Monolog über eine stillstehende Welt, in der wenig passiert und viel geredet wird. Nur viel lustiger. Es ist eine eigentlich sehr konservative, kulturpessimistische Medienkritik. Aber eine ganz besonders grantige.“